# Шарапово (Торопецкий район)
Шарапово — деревня в Торопецком районе Тверской области России. Входит в состав Скворцовского сельского поселения.

## История
Деревня впервые упоминается на топографической карте Фёдора Шуберта 1861—1901 годов. Там она носит название Шарапова.
В списке населённых мест Псковской губернии за 1885 год значится деревня Шарапово (№ 13451). Входила в состав Плотиченской волости Торопецкого уезда. Имела 2 двора и 16 жителей.
На карте РККА 1923—1941 годов обозначена деревня Шарапово. Имела 8 дворов.
До 2005 года деревня входила в состав ныне упразднённого Пятницкого сельского округа.

## География
Деревня расположена на юго-западе Торопецкого района недалеко от границы с Куньинским, расстояние до Торопца составляет 45 километров. В 500 метрах севернее деревни проходит трасса М9 Москва — Рига. Ближайший населённый пункт — деревня Суслово.
Климат
Деревня, как и весь район, относится к умеренному поясу северного полушария и находится в области переходного климата от океанического к материковому. Лето с температурным режимом +15…+20 °С (днём +20…+25 °С), зима умеренно-морозная −10…−15 °С; при вторжении арктических воздушных масс до −30…-40 °С.
Среднегодовая скорость ветра 3,5—4,2 метра в секунду.
Часовой пояс
Деревня Шарапово, как и вся Тверская область находится в часовой зоне МСК (московское время). Смещение применяемого времени относительно UTC составляет +3:00.

## Население
| 2010 |
| ---- |
| 7    |

Национальный состав
Согласно результатам переписи 2002 года, в национальной структуре населения русские составляли 100 % от жителей.